# Чжу Си
Чжу Си (кит. упр. 朱熹, пиньинь Zhū Xī, тж. известен как Чжу Юаньхуэй, Чжу Чжунхуэй, Чжу Хуэйань, 1130 — 1200) —
китайский философ, учёный-энциклопедист, литератор, текстолог и комментатор конфуцианских канонических произведений, педагог, главный представитель неоконфуцианства, придавший этому учению универсальную и систематизированную форму, в которой оно обрело статус ортодоксальной идеологии в Китае и ряде сопредельных стран, особенно в Японии и Корее.

## Биография
Родился 18 октября 1130 года в Юси Наньцзяньской области (на территории современной провинции Фуцзянь) в семье интеллектуалов. Дед Чжу Си, учёный-конфуцианец скромного достатка, поощрял детей к учёбе и самосовершенствованию, предсказывая «в роду, на протяжении пяти поколений скапливавшем конфуцианскую добродетель», рождение выдающегося потомка.
Отец Чжу Си, Чжу Сун, получил высшую учёную степень (цзиньши) в 21 год, на государственных экзаменах в 1118. Служа в столице, он стал свидетелем падения Северной Сун, вместе с двором переехал на Юг и выступал ярым противником мирного договора с Цзинь (1141): вследствие этого он был разжалован Цинь Гуем и вскоре умер, будучи сослан в провинцию на мелкую должность.
Сам Чжу Си с детства обнаружил незаурядные способности и начал получать классическое образование в четыре года под наблюдением матери. Он стал обладателем степени цзиньши (дававшей право занять руководящую административную должность) в необычно раннем возрасте, в 18 лет (тогда как средний возраст для такой должности был 35 лет).
Первым назначением Чжу Си был уезд Тунъань на юге современной провинции Фуцзянь (1151—1158). Там он изменил налогообложение и полицию, улучшил библиотеку и школу, разработал форму ритуала, отсутствующую до него. Своей службой Чжу Си в 26 лет заслужил такое уважение населения, что ему был сооружён алтарь в местной школе.
В 33 года Чжу Си уже удостоился первой аудиенции у императора и был назначен профессором военной академии, однако через два года оставил эту должность. Несмотря на постоянное стремление власть предержащих лиц привлекать его к государственной службе, он регулярно отказывался от подобных предложений, предпочитая заниматься научной, литературной и педагогической деятельностью.
Влияние на Чжу Си произвёл мыслитель Ли Тун, которого Чжу Си посетил до своего назначения в Тунъань. В 1158 году он посетил Ли Туна снова и провёл в обучении с ним несколько месяцев в 1160 году. Ли Тун был последователем Чэн Хао и Чэн И (поэтому основанное Чжу Си интеллектуальное направление также иногда называется школа Чэн-Чжу).
После 14 лет пребывания в отставке в 1178 Чжу Си вернулся на государственную службу.
Будучи в 1179—83 начальником Наньканской области (на территории современной провинции Цзянси), Чжу Си создал широко известную тогда в Китае школу Бай-лу дун («Пещера белого оленя»).
После неоднократно, но ненадолго назначался на высокие административные посты. Чжу Си в политике занимал непримиримую позицию по отношению к главному тогда врагу Китая — чжурчжэньскому государству Цзинь. Это противоречило магистральной линии власти на умиротворение воинственного соседа. В результате Чжу Си только 9 лет находился на службе и 46 дней при дворе в качестве лектора. В 1195, предчувствуя грядущие беды после написания очередного критического доклада трону, он произвел гадание по «Чжоу и», выпала гексаграмма (гуа) № 33 Дунь (Бегство), — впоследствии он включил её в свой псевдоним Дунь-вэн (Убегающий старец).
Большую часть жизни пребывая в отставке, он всегда бедствовал и был вынужден зарабатывать на жизнь книгоиздательской деятельностью, считавшейся малопочтенным занятием для конфуцианца. Вместе с тем таким образом Чжу Си достигал ещё одной цели — максимальной популяризации своих идей. Чжу Си был одним из самых плодовитых авторов. Он написал около 80 произведений, его сохранившееся эпистолярное наследие включает в себя около 2 тыс. писем, а запись его диалогов, состоящая из 140 глав, является самой обширной в китайской литературе. У него было 467 учеников — больше, чем у любого другого неоконфуцианца. Он основал рекордное число учебных заведений и принимал участие в деятельности 21 академии. Чжу Си оставил потомкам огромное количество каллиграфических надписей и сам был запечатлён на многочисленных портретах, выполненных на бумаге и в камне.
В 1196 независимое поведение Чжу Си, выразившееся, в частности, в несоблюдении ритуального меню при приёме одного высокопоставленного чиновника, спровоцировало обвинение философа сразу в десятке преступлений: от сыновней непочтительности и неуважения к императору до распространения еретических идей. В итоге он был лишён всех чинов и званий, а его учение подверглось запрету. Однако в 1199, за год до смерти, Чжу Си был реабилитирован, в 1209 получил почётное посмертное имя Вэнь (Культура), в 1230 титул Хуэй-гогун (державный князь), в 1241 причислен к величайшим конфуцианским авторитетам установлением таблички с его именем в храме Конфуция.
Чжу Си скончался 23 апреля 1200 в Каотине.

## Наследие

Памятник Чжу Си в академии «Пещера белого оленя» в горах Лушань

В истории китайской мысли часто называем второй по влиятельности фигурой после самого Конфуция; современники причисляли его наряду с Чжан Ши и Люй Цзуцянем к «трём мудрецам с Юго-Востока».
Чжу Си оставил после себя обширный корпус сочинений (300 глав), включающий в себя ок. 1000 стихотворений.
Философское учение Чжу Си осуществляет идентификацию конфуцианской трактовки Тайцзи с даосской доктриной Беспредельного, указывая, что эти знания о природе космоса и человека следует употребить для усовершенствования отдельной личности («искренность помыслов», «выправленность сердца»), укрепления семьи, упорядочивания государства и восстановления гармонии мира — «уравновешивания Поднебесной».
Он утверждает оппозицию понятий ци и ли — начал, лежащих в основе каждой «вещи».
Чжу Си принадлежит заслуга создания конфуцианского Четверокнижия: выделенные и прокомментированные им четыре книги конфуцианского канона («Луньюй», «Мэнцзы», «Дасюэ» и «Чжунъюн») стали основой классического конфуцианского образования в эпохи Мин и Цин.
Среди учеников Чжу Си были Кэ Сюэ, один из любимых учеников, автор сочинения «Чунь цю бо и» («Широкий смысл „Чунь цю“»), Чэнь Чунь, автор словаря чжусианских философских терминов «Син ли цзы и», «Смысл терминов природа и принцип», Тэн Дэцуй и другие.
Среди текстов особой социальной значимости для Китая стоит трактат Цзя-ли, «Семейные Церемонии», составленный им самим (или под его руководством) код проведения обрядов совершеннолетия, свадьбы, похорон и поклонения предкам. Упрощённые издания, подражания этому сочинению стали основой для последующей конфуцианской индоктринации китайского общества. Среди прочего Чжу Си утверждает подчинённое положение женщины в семье (значительно более жёстко чем это было принято в конфуцианской элите сунских времён): предполагается, что она не должна пользоваться финансовой независимостью, посвящать себя наукам и искусствам, разводиться и повторно выходить замуж. Тягостные нормативные обязательства накладываются также на молодых людей обоих полов.

## Историческая роль: чжусианство
С 1313 во времена инородной (монгольской) империи Юань его учение официально включено в систему государственных экзаменов на учёные степени и чиновничьи должности (кэ цзюй).
В XVI — 1 пол. XVII в. в Китае идейно возобладала школа Лу Цзююаня и Ван Янмина («синь сюэ» — «учение о сердце»), сформировавшая основные тезисы античжусианской критики. Однако правящая манчжурская династия (1644—1911) поддерживала учение Чжу Си как официальную идеологию. В 30-е гг. XX в. учение Чжу Си было модернизировано Фэн Юланем в «новом учении о принципе» (синь ли сюэ). Аналогичные попытки после активно предпринимали ряд китайских философов, проживающих за пределами Китая и представляющих так называемое постконфуцианство, или постнеоконфуцианство.
В Японии учение Чжу Си распространилось под названием Сюсигаку (朱子学, Школа Чжу Си), наиболее влиятельными деятелями этой школы были Фудзивара Сэйка (1561—1619) и его ученик Хаяси Радзан. Под их влиянием сложилась чжусианская система образования, просуществовавшая до «революции Мэйдзи» 1867—1868.
В Корее чжусианство получило название чуджахак (кор. 주자학). Его первыми проповедниками стали студенты, обучавшиеся в Китае в XIII-нач. XIV вв.: Ан Хян и др. Основоположником ортодоксального корейского чжусианства считается Чон Монджу (XIV в.), первый министр государства Корё. В XVI в. сложилась крупнейшая в Корее чжусианская школа — соннихак (также известная как лихак, калька с кит. 理學 лисюэ). В конце XIX века чжусианство осознавалось его корейскими сторонниками как важный идеологический элемент, объединяющий Корею и Китай в партизанской борьбе против японского засилья.
В XX веке историческая роль Чжу Си периодически подверглась переосмыслению вместе со всем имперским наследием Китая: чжусианская идеология называлась в числе факторов, приведших Китай к упадку. Подобные обвинения ещё раз свидетельствуют о её историческом значении.

## Тексты и язык Чжу Си
Литературные памятники эпохи Сун, в зависимости от употребляемого ими языка, можно разделить на три категории. К первой следует отнести те, которые создавались путём записи устных историй и рассказов, то есть использующих разговорный язык времени своего создания. Ко второй, противоположной от первой категории, принадлежат труды на древнекитайском языке. Большей частью произведения второй категории представляют собой философские сочинения. В третью категорию можно объединить такие тексты, в которых прослеживается использование как разговорных, так и литературных элементов. Главным образом к третьей категории относятся так называемые юйлу — «записи речей» (語錄). Произведения данного типа представляют собой записи высказываний, размышлений, лекций философов-неоконфуцианцев, сделанные их учениками, которые в дальнейшем их распространяли и печатали. Характер лекционной формы предполагает как оперирование довольно сложными языковыми конструкциями, так и использование разговорной речи, что и нашло отражение в юйлу, дошедших до нашего времени, хотя исследователями отмечено, что древнекитайских элементов речи в таких текстах больше, чем разговорных.
Основным источником наследия Чжу Си являются своды его сочинений, которые составлялись и печатались уже после смерти философа. Одним из самых ранних подобных сводов являются «Беседы Чжу Си» (кит. трад. 朱子語類, упр. 朱子语类, пиньинь Zhūzi yǔ lèi, палл. Чжу-цзы юйлэй). Основой для сборника, изданного в 1270 году, послужили беседы философа со своими учениками, некоторые из которых печатались ещё при жизни учителя, другие же уже после его смерти. Беседы записывались непосредственно учениками Чжу Си. Тематическая направленность сборника — изложение философской системы мыслителя. Много позднее, в 1700 году во времена императора Канси, был опубликован свод «Собрание работ Чжу Си» (кит. трад. 諸子文集, упр. 诸子文集, пиньинь Zhū zǐ wénjí, палл. Чжу-цзы вэньцзи). Он содержал главным образом эпистолярное наследие. Данные два сборника послужили источником для монументального издания 1714 года под названием «Полное собрание сочинений Чжу-цзы, составленное по императорскому повелению» (кит. трад. 御纂朱子全書, упр. 御纂朱子全书, пиньинь Yù zuǎn zhūzi quánshū, палл. Юй цзуань Чжу-цзы цюаньшу). Созданный с помощью техники ксилографии, свод состоял из 66 томов. Данное издание печаталось непосредственно по повелению императора Канси, которой лично написал к нему предисловие. В настоящее время данная реликвия хранится в Институте востоковедения РАН, в Санкт-Петербургском филиале. Несмотря на название, в свод вошло не всё наследие философа, в частности, из сборника «Беседы Чжу Си» вошло около 70 % текста. Но зато там появились такие большие труды как, в частности, комментарии на «Четверокнижие» и «Мысли о близком» (кит. трад. 近思錄, упр. 近思录, пиньинь Jìn sī lù, палл. Цзинь сы лу).
Исходя из предположения, что документы, вошедшие в свод «Беседы Чжу Си» записывались почти дословно со слов учителя, появляется возможность оценить язык, которым он пользовался. Несмотря на определённую неоднородность текстов, которые создавались в разные времена, возможно определить и общие черты, им свойственные. Исследователи сходятся во мнении, что Чжу Си пользовался межпровинциальным разговорным стандартом языка, «мандаринским» языком, который был присущ образованному классу населения. К этому мог подтолкнуть и характер жизни философа, которому приходилось вести беседы в различных частях большой страны с разными людьми. Отмечено, в его речи присутствует большое количество литературных выражений, в то время как наблюдается отсутствие характерных элементов, свойственных разговорному китайскому языку, байхуа. Оставив в стороне тот факт, что при записи речь Чжу Си могла подвергаться корректировке путём приведения её к более литературной форме, лингвисты высказывают предположения, что во времена Чжу Си разговорный язык был ближе к литературному, а также философ, при ведении бесед с учениками, мог не ограничивать себя в сложности высказываний, будучи уверенным, что будет понятен своей достаточно образованной аудитории. Аутентичность текста, содержащегося в различных сборниках, непосредственно тому, что говорил Чжу Си, может быть обоснована чрезвычайно высоким авторитетом учителя, тем, что часть записей выходила ещё во времена его жизни, а также лингвистическим анализом текстов, который был произведён некоторыми исследователями.